# Martim Afonso de Sousa
Martim Afonso de Sousa (Vila Viçosa, 1500 – Lisbona, 21 luglio 1564) è stato un navigatore portoghese.
Nominato dal re Giovanni III, e incaricato, nel 1532  di esplorare con il fratello Pero Lopes de Sousa (1500-1539) la zona costiera compresa fra il Rio Maranhao e il Río de la Plata con una flotta di cinque navi che trasportavano cinquecento marinai e coloni, prese formalmente possesso del territorio, cacciò i francesi e, sempre sotto indicazione del sovrano, organizzò un apparato amministrativo, stazioni commerciali e insediò una prima colonia agricola.
Ritornato in patria nel 1533, fu nominato Ammiraglio dei Mari delle Indie dal 1534 al 1540 e Governatore delle Indie Orientali Portoghesi dal 1542 al 1545. Dopo aver esteso i possedimenti portoghesi, conquistando gran parte della penisola di Goa, fu accusato di irregolarità amministrative e destituito.